# Chicoreus ramosus
Espèce
Chicoreus ramosus est une espèce de mollusques gastéropodes.

## Nom vernaculaire
- Chicorée [1]
- Murex rameux
- Murex géant
- Porte-montre

## Synonymie
- Chicoreus inflatus Lamarck 1822
- Murex frondosus Morch, 1852
- Purpura fusiformis Röding, 1798
- Purpura incarnata Röding, 1758

## Répartition
Cette espèce tropicale vit dans l’océan Indien et l’océan Pacifique.

## Habitat
Elle demeure en dessous de 10 mètres de profondeur.

## Description

Différentes vues du même spécimen

Cette espèce se caractérise par une grande coquille, de couleur blanc grisâtre, comportant des excroissances en forme de feuille, épineuses et bien développées. La coquille présente l'aspect d'une corde enroulée et possède des sillons. La columelle est concave, lisse et rose. L’ouverture est blanche et le bord du labre est garni de petites dents plus fortement sur la partie antérieure, près du canal siphonal que sur la partie postérieure. Taille maximum : 300 mm.